# وادو (دوره)
وادو (به ژاپنی: 和銅 Wadō) نام عصر ژاپنی بود. این عصر بعد از کیوئون و قبل از ریکی قرار داشت و از ژانویه ۷۰۸ تا سپتامبر ۷۱۵ به طول انجامید. در طی این عصر امپراتریس گنمی حکمران ژاپن بود.